# Tetraponera exactor
Tetraponera exactor (лат.) — вид древесных муравьёв рода Tetraponera из подсемейства Pseudomyrmecinae (Formicidae). 

## Распространение
Встречается в южной Африке: ЮАР (Western Cape, Nature’s Valley at Groot Rivier, 33°58′S 23°33′E).

## Описание
Муравьи мелкого размера желтовато-коричневого цвета (около 5 мм). Голова вытянутая. Ширина головы матки 0,55 мм, длина головы 0,70 мм. Голова умеренно удлиненная, с широко закругленными боками; срединная клипеальная лопасть тупо двузубая; лобные кили хорошо разделены, расстояние между ними значительно превышает ширину базальной части скапуса;
скапус короткий, несколько расширен на вершине; дорсальная сторона проподеума плавно закругляется в наклонную, обе одинаковой длины; петиоль удлиненный, с дифференцированным передним стеблем и слабым передневентральным зубцом; постпетиоль длиннее своей ширины, без антеровентрального отростка. Покровы гладкие и блестящие, с рассеянными мелкими точками. Отстоящие волоски имеются на лобных килях и в виде двух длинных заднебоковых пар на верхней половине головы; рассеянные стоячие волоски также присутствуют на переднеспинке (10 щетинок), среднеспинке (5), проподеуме (1), петиоле (4), постпетиоле (4) и последующих сегментах брюшка.

## Систематика
Вид был впервые описан в 2022 году американским мирмекологом Филипом Уардом (Philip Ward, Department of Entomology, University of California, Davis, Калифорния, США) в ходе проведённой им родовой ревизии. Включен в видовую группу Tetraponera allaborans-group. Сходен с Tetraponera clypeata и Tetraponera emeryi, но отличается размером, широко округой головой, широко разделёнными лобными валиками, гладким телом и обильной волосистости.